# Академічний камерний хор імені Д. Бортнянського

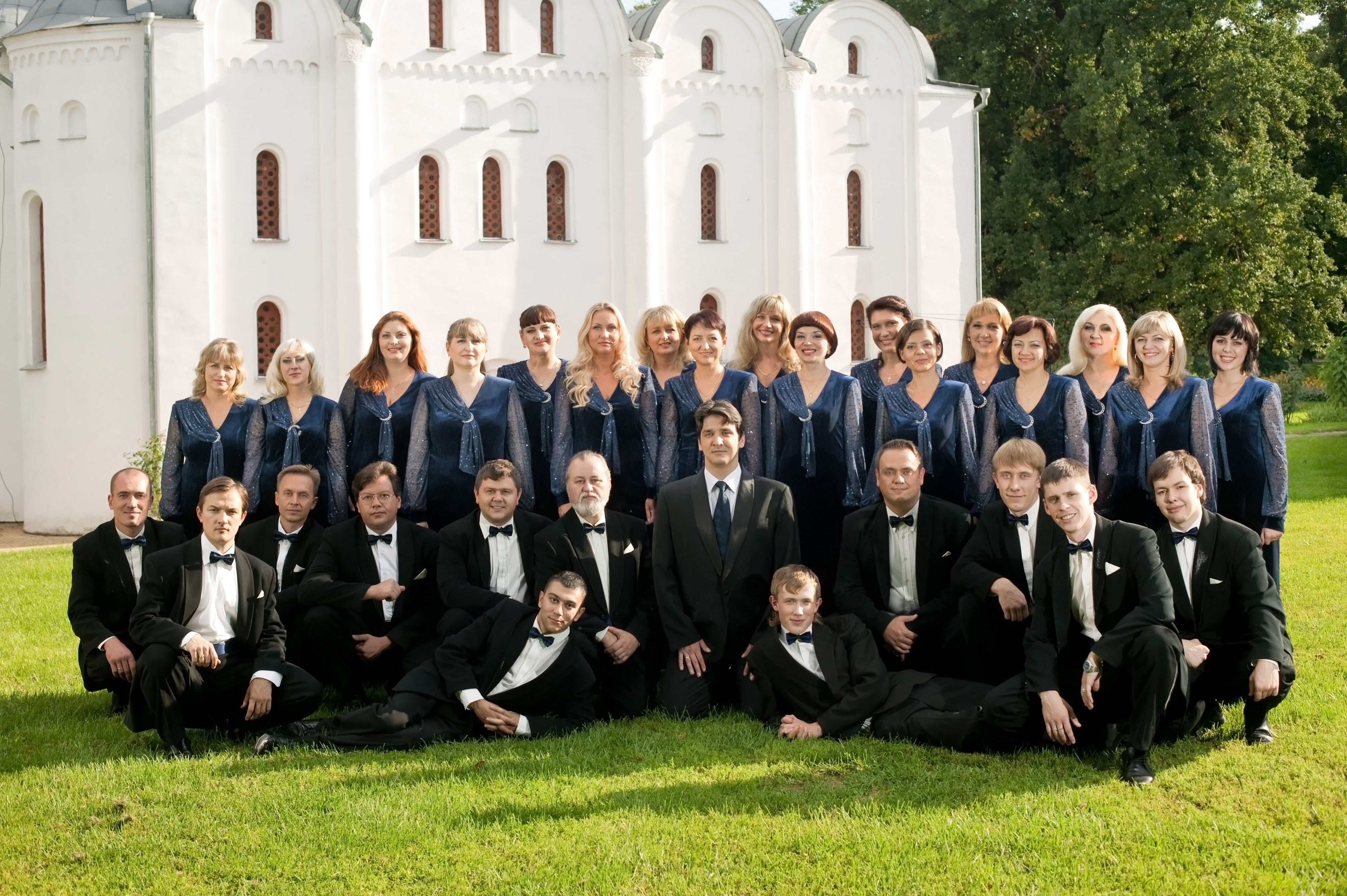
Академічний камерний хор ім. Д. Бортнянського

Академічний камерний хор імені Дмитра Бортнянського — український хоровий колектив при Чернігівському обласному філармонійному центрі фестивалів та концертних програм.

## Створення
Створений 1996 року, носить ім'я українського композитора Дмитра Бортнянського.
Засновником і головним диригентом став заслужений діяч мистецтв України Любомир Боднарук. З лютого 2010 року на посаду художнього керівника та головного диригента було запрошено Івана Богданова. Також з колективом працюють диригенти Марина Житняк, Лариса Шульга, Отфрід Ріхтер, Пауль ван Гулік[джерело?]. Директорами хору були — Сергій Макашов, Володимир Левочко, Микола Юськов, Ігор Найдьон.
Колектив неодноразово здобував «Гран Прі» Міжнародних конкурсів: «Ялта-Вікторія 2001», «І Міжнародний конкурс вокальних ансамблів ім. Д. Бортянського» (2011) та став лауреатом Міжнародних хорових фестивалів «Мрія-1999» (м. Львів), «Передзвін-2000» (м. Івано-Франківськ), «Карміна-2000» (м. Гливиці, Польща), «Гайнівка-2013» (м. Білосток, Польща).

## Репертуар
Репертуар хору налічує понад 400 творів , серед яких присутні «Requiem» та «Missa D-dur» В.А. Моцарта, «Фантазія для фортепіано, оркестру і хору» Л. ван Бетховена, «Carmina Burana» Карла Орфа, «Requiem» Дж. Верді, «Requiem» Л. Керубіні, «Gloria» А. Вівальді тощо. Колектив приділяє увагу виконанню сучасної української музики, співпрацює з українськими композиторами Лесею Дичко, Ганною Гаврилець, Левком Колодубом, Богданою Фільц, Тетяною Яшвілі, Оленою Чмут, Іваном Карабицем та іншими.
Камерний хор бере активну участь у фестивалях «Musica pro Europa», «Музичні прем'єри сезону», «Київ-музик-фест», «Пасхальна хорова асамблея», у 2011 році ініціював та провів Міждержавний фестиваль духовного співу на честь 100-ліття канонізації Святителя Іоасафа Бєлгородського. Презентував Україну в культурних центрах Москви, Варшави, Будапешту, Мюнхену, Щецину, Гливицях, Варни, Ульми, Меммінгену. Хор ініціював і взяв участь у фестивалі, присвяченому 250-річчю від дня народження Дмитра Степановича Бортнянського в м. Глухові, Чернігові та Києві.
У 2012 році хор записав та випустив CD «35 хорових концертів Д. Бортнянського». У вересні 2013 року при академічному камерному хорі ім. Д. Бортянського було створено студію «Концертний хор хлопчиків».

## Концертний хор хлопчиків

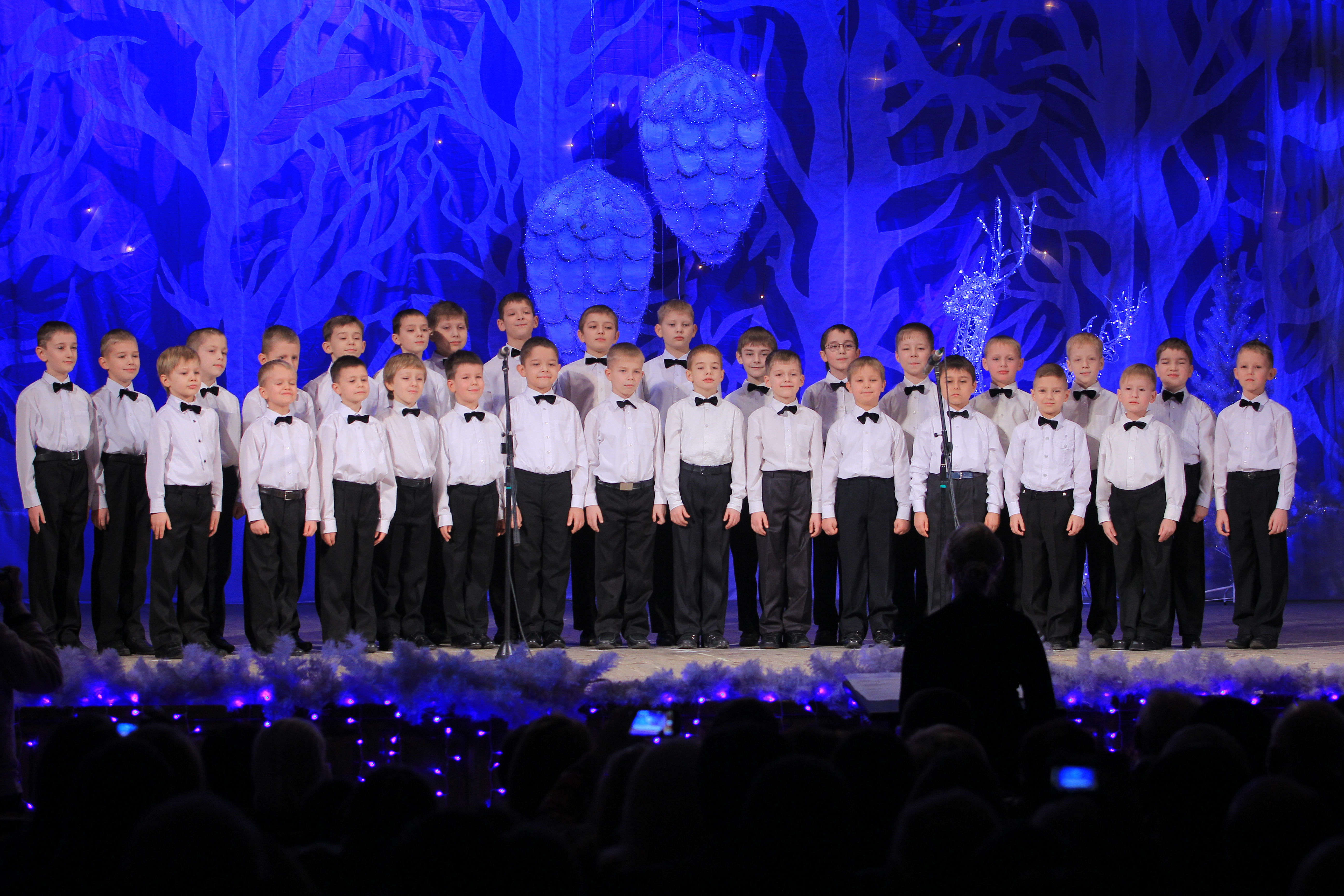
Концертний хор хлопчиків

Концертний хор хлопчиків — хорова студія у складі академічного камерного хору ім. Д. Бортнянського при Чернігівському обласному філармонійному центрі фестивалів та концертних програм.
Створений у жовтні 2013 року за ініціативи Івана Богданова . Хормейстер студії — магістр педагогічної освіти,режисер музично-виховних заходів - Світлана Корма. За час існування студії було створено творчі проекти «Різдво країн світу» (2014), «Музична подорож» (2015), «Листи пам'яті» (2016), мюзікл " Підкоренні Нового світу" (2017), концерт духовної музики "Стародавня Пасха"(2019), мюзікл "Козаки на Дикому Заході" (2019).
За час існування хор хлопчиків став лауреатом Всеукраїнських та Міжнародних конкурсів

## Преса
Участь близько 20 ансамблів із України, Росії, Білорусі й Китаю, у складі яких студенти музичних вишів Києва, Львова, Одеси, Дніпропетровська, Луганська, Запоріжжя, Тернополя, Чернігова, Кіровограда, Мінська, Москви створили дещо строкату, проте яскраву панораму зарядженої потужною енергетикою творчої молоді, яка продемонструвала серйозний професійний рівень виконання класичної академічної та народної вокальної музики.
Гран-прі виборов Академічний камерний хор ім. Д. Бортнянського з Чернігова. Цей колектив став достойною емблемою і конкурсу, і заключного концерту переможців, що відбувся у Національній філармонії. Еталонний виступ хору, керованого головним диригентом Іваном Богдановим, продемонстрував монолітне звучання, вражаючу синхронність, збалансованість голосів, своїм непересічним співом — вияскравив благородство й урочисту святковість музики Дмитра Бортнянського. І, мабуть, це було найкращим вшануванням композитора, ім'ям якого названо цей конкурс.
— Наталія Семененко